# William Browne (poète)
William Browne (né vers 1590 et mort vers 1645) est un poète pastoral anglais né à Tavistock (Devon). Il fait ses études au Collège d'Exeter puis fait son droit à l'Inner Temple.
Son chef-d'œuvre est un long poème Britannia's Pastorals de 1613, et une contribution à The Shepheard's Pipe en 1614. Britannia's Pastorals est inachevé, de son vivant deux tomes sont publiés en 1613 et 1616. Le manuscrit du tome III inachevé ne sera publié qu'en 1852. Le poème concerne les amours et les malheurs de Celia, Marina, etc.
On lui doit l'épitaphe de la comtesse douairière de Pembroke (« la sœur de Sidney, la mère de Pembroke »).